# French Open 1975
Wielkoszlemowy turniej tenisowy French Open w 1975 rozegrano w dniach 2 - 15 czerwca, na kortach im. Rolanda Garrosa w Paryżu.

## Zwycięzcy

### Gra pojedyncza mężczyzn
Björn Borg -  Guillermo Vilas 6–2, 6–3, 6–4

### Gra pojedyncza kobiet
Chris Evert -  Martina Navrátilová 2–6, 6–2, 6–1

### Gra podwójna mężczyzn
Brian Gottfried /  Raúl Ramírez -  John Alexander /  Phil Dent 6–2, 2–6, 6–2, 6–4

### Gra podwójna kobiet
Chris Evert /  Martina Navrátilová -  Julie Anthony /  Olga Morozowa 6–3, 6–2

### Gra mieszana
Fiorella Bonicelli /  Thomaz Koch -  Pam Teeguarden /  Jaime Fillol 6–4, 7–6